# Kulczyk królewski
Kulczyk królewski (Serinus pusillus) – gatunek małego ptaka z rodziny łuszczakowatych (Fringillidae). Rozprzestrzeniony od Bliskiego Wschodu i Kaukazu do centralnej Azji. Nie jest zagrożony wyginięciem.

## Systematyka
Gatunek ten po raz pierwszy zgodnie z zasadami nazewnictwa binominalnego opisał w 1811 roku Peter Simon Pallas, nadając mu nazwę Passer pusillus. Jako miejsce typowe autor wskazał okolice Kaukazu i Morza Kaspijskiego. Obecnie kulczyk królewski zaliczany jest do rodzaju Serinus. Nie wyróżnia się podgatunków.

## Morfologia
Długość ciała 10,5–13 cm, masa ciała 9,5–13,5 g. Charakterystyczną cechą tego gatunku jest obecna u dorosłych osobników intensywnie czerwona plama na czole. Głowa czarna, szyja, wierzch ciała i górna część piersi ciemne. Na grzbiecie obecne grube czarne kreski na płowożółtym tle. Podobne występują na spodzie ciała, lecz na porastających go piórach obszar żółty większy. Osobniki młodociane cechuje brązowa głowa, pokrywająca się paskami w trakcie pierwszej zimy.

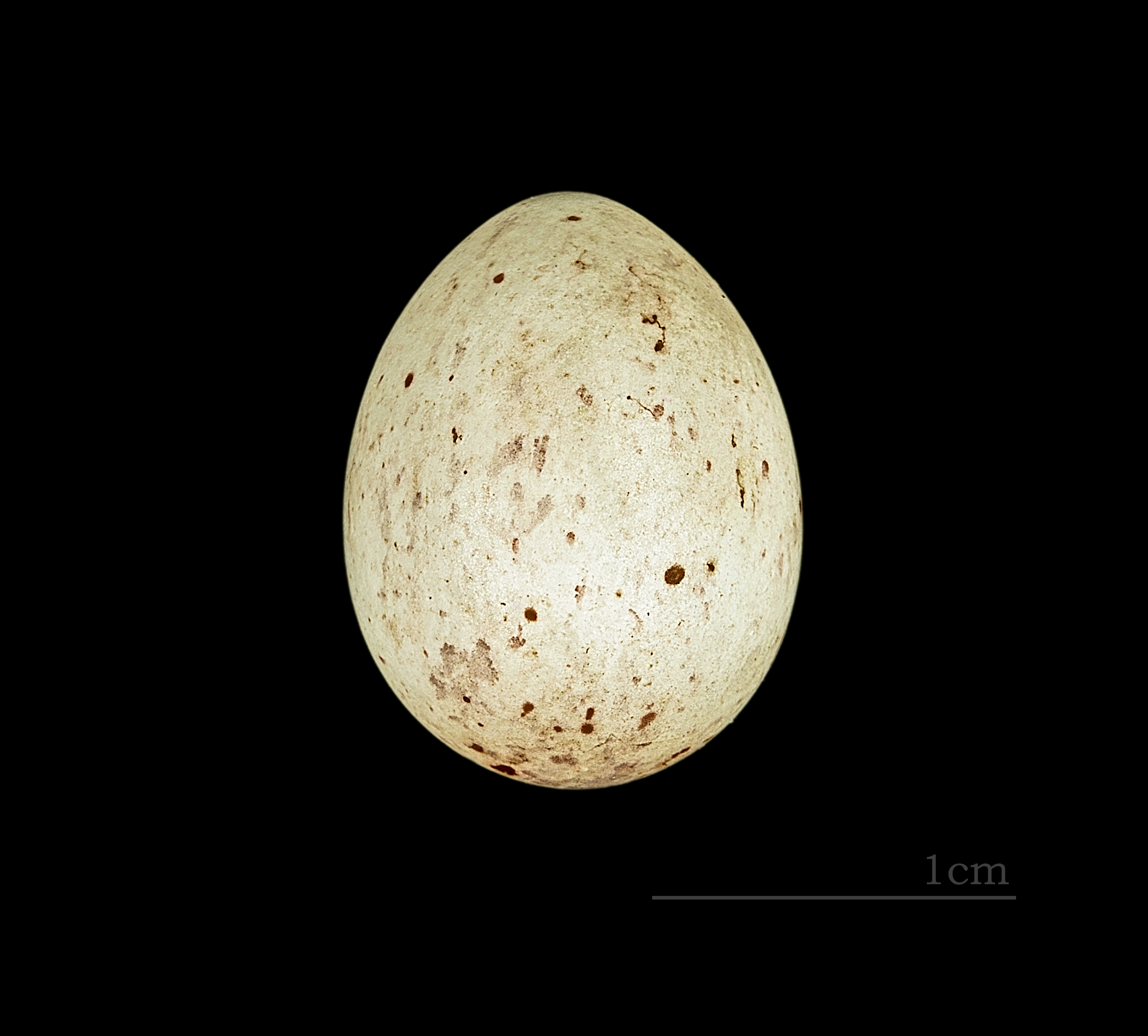
Jajo z kolekcji muzealnej

## Zasięg występowania
Zasięg występowania rozciąga się od górzystych obszarów Turcji, poprzez południowy Kaukaz, północny Irak, Iran i południowy Turkmenistan na wschód do południowo-wschodniego Kazachstanu (pasmo Tarbagataj, Ałatau Dżungarski i Tienszan) oraz zachodnie Chiny po Afganistan i północną część subkontynentu indyjskiego. Osobniki zimujące spotykane są także w Libanie, północnym Izraelu i południowo-zachodniej Syrii.
Spotykany na wysokości 2000–4600 m n.p.m., w lasach powyżej linii jałowców (Juniperus), w których występują również m.in. brzozy (Betula) i sosny (Pinus).
Komisja Faunistyczna Sekcji Ornitologicznej Polskiego Towarzystwa Zoologicznego wymienia go na liście gatunków stwierdzonych w Polsce, lecz nie zaliczonych do awifauny krajowej (kategoria E w klasyfikacji AERC – pojaw nienaturalny).

## Status
Przez IUCN kulczyk królewski klasyfikowany jest jako gatunek najmniejszej troski (LC, Least Concern) nieprzerwanie od 1988. Liczebność populacji, według wstępnych szacunków, mieści się w przedziale 5–20 milionów dorosłych osobników. Trend liczebności populacji uznawany jest za stabilny. Gatunek uwzględniany jest przy tworzeniu ostoi ptaków IBA („trigger species”). Z obszarów chronionych występuje m.in. w części Rezerwatu Biosfery Gór Czatkalskich w Uzbekistanie.